# ももピッ!
ももピッ!とは、福岡県に本社を置くTBS系列局・RKB毎日放送のマスコットキャラクター。

## 概要
1993年6月13日生まれ。誕生日はRKBテレビの福岡送信所が福岡市中央区渡辺通の旧本社から同市早良区百道浜の福岡タワーに移転した日である（RKB本社が百道浜に移転したのは3年後の1996年7月1日）。
名前は、RKBの本社が百道浜（ももちはま）にあることに由来するとしながら、体色がもも色であるという「説」も挙げられている。体にアンテナを模した前髪が一本立っている。背中に付いている小さな羽根は空を飛ぶことができ、福岡タワーの頂上から百道浜まで、たった3秒で舞い降りることができる。好きな食べ物は、ドーナツ、チョコレート、豚骨ラーメン。
1993年6月から2008年までRKBの番宣番組のタイトルとしても使用されていた。
2017年12月現在、RKBテレビのサイトでは、「家族びより」のコーナーなどで使用が見られる。

## その他の在福局のキャラクター
- ミセタカ!（九州朝日放送、2018年誕生）
- てれビー（テレビ西日本、2001年誕生）
- モニ太（TVQ九州放送、2005年誕生）
- ゆめんた（福岡放送、2006年誕生）